# Natale con il babbo
Natale con il babbo (Father Christmas Is Back) è un film del 2021 diretto da Philippe Martinez e Mick Davis.
La pellicola è stata distribuita direttamente su Netflix dal 7 novembre 2021.

## Trama
In un maniero dello Yorkshire la famiglia Hope si prepara come ogni anno per il Natale. Caroline Christmas-Hope ha preparato tutto e, con il marito e i due figli, attende l'arrivo di sua madre e delle sue tre sorelle. Joanna, la più grande, ha un nuovo compagno, Felix è la più sofisticata ed ha un atteggiamento snob che si scontra con tutti, Vicky, la più piccola, è la ribelle della famiglia ed ha un atteggiamento libertino e anticonformista che mal si concilia con le sorelle più grandi. Paulina ha una passione smodata per i Beatles cui dedica tutta la sua vita e in particolare sta redigendo da anni una tesi di laurea su di loro che sembra non avere fine. La mamma Elizabeth, abbandonata 27 anni prima dal marito James proprio in occasione del Natale, è felice per le feste e per aver potuto incontrare di nuovo il cognato John, con il quale sembra esserci del tenero.
Mentre ci si appresta stancamente ad assolvere ai soliti rituali familiari e comunitari, Vicky svela di aver ritrovato il padre e di essere andata a trovarlo in Florida. Dopo poco, con enorme sorpresa generale, arriva proprio il padre Christmas, che Vicky aveva invitato, in compagnia della giovane e avvenente Jackie, per festeggiare il Natale insieme alla sua famiglia.
Il rancore delle figlie è fortissimo ma le circostanze impongono di dare ospitalità all'uomo che è accolto con estrema freddezza anche dal fratello John. Tra mille incomprensioni che nascono per via della convivenza forzata, sia pure di pochi giorni, emerge pian piano una verità che le sorelle Christmas non avrebbero mai sospettato. Il padre abbandonò la famiglia dopo aver scoperto che sua moglie aveva una relazione con suo fratello John. Come se non bastasse viene rivelato anche che Vicky non è figlia di James ma proprio di John.
Il trauma sconvolge tutti ma poi prevale il clima di pacificazione appropriato alla festività e il buon senso di lasciarsi alle spalle troppi anni di rancori, in parte mal riposti. Joanna scopre di essere incinta, Caroline e Peter tornano ad amarsi come un tempo, Paulina scopre l'amore ed ha in Felix una possibilità di vedere il suo lavoro apprezzato, mentre Elizabeth e John portano allo scoperto la loro relazione, Vicky accetta il suo vero padre e James ha ritrovato finalmente la sua famiglia.

## Produzione
Il film è stato girato nello Yorkshire.